# Postawy wobec języka
Postawy wobec języka, postawy językowe (ang. language attitudes) – stanowiska zajmowane w sprawach językowych, zawierające zbiory poglądów, uzasadnianych racjonalnie lub emocjonalnie.
Stanowisko takie jest najważniejszym składnikiem świadomości językowej użytkowników. Charakteryzuje się też względną trwałością poglądów, w przeciwieństwie do wyrażanych okazjonalnie sądów językowych. Postawa taka ma przeważnie charakter przemyślany. Aby jednak wyartykułowany sąd językowy został uznany za przejaw przemyślanej postawy, musi być podparty wiedzą teoretyczną z zakresu kultury języka lub znajomością uzusu.
Polscy językoznawcy wyróżniają kilka takich postaw . Są to:
- puryzm
- konserwatyzm
- perfekcjonizm
- logizowanie
- liberalizm
- indyferentyzm
- leseferyzm
- postawa naturalna
- postawa racjonalistyczna

Postawy wobec języka są charakterystyczne nie tylko dla poszczególnych użytkowników, ale także i całych grup społecznych. Jednak, jak do tej pory, nie przeprowadzono wśród Polaków żadnych badań, których wyniki pozwoliłyby na przypisanie danej postawy językowej określonemu środowisku. Językoznawcy ostrożnie wypowiadają się, na podstawie badań cząstkowych, że puryzm (w formie tradycjonalistycznej lub elitarnej) występuje przeważnie wśród użytkowników pochodzących z wielopokoleniowej inteligencji, perfekcjonizm jest popularny w środowisku użytkowników zajmujących się zawodowo naukami ścisłymi lub techniką, a środowisko młodzieży charakteryzuje liberalizm lub indyferentyzm językowy.
Postawy językowe są typowe dla społeczeństw, w których rozwinęły się tradycje piśmiennicze i języki standardowe. Bywają jednak spotykane również w kulturach ustnych, gdzie nie doszło do standaryzacji ani kodyfikacji języka (w postaci sądów nt. „złych” i „dobrych” sposobów posługiwania się językiem). Do postaw językowych należą także odczucia dotyczące innych języków etnicznych, np. przypisywanie szczególnej wartości pewnemu językowi obcemu (chociażby ze względu na tradycję literacką) czy też spostrzeżenie, jakoby dany język był wyjątkowo trudny do opanowania.
Postawy językowe bywają utożsamiane z ideologiami językowymi, choć niektórzy badacze wiążą ideologie językowe z ujęciem bardziej subiektywistycznym lub poglądami ustrukturyzowanymi, wspieranymi instytucjonalnie.